# Gemeinde Czissek
Die Gemeinde Czissek, polnisch Gmina Cisek ist eine Landgemeinde im Powiat Kędzierzyńsko-Kozielski der Woiwodschaft Opole (Oppeln) in Polen. Der Gemeindesitz ist Czissek (Cisek). Die Gemeinde ist zweisprachig polnisch und deutsch.

## Geographie

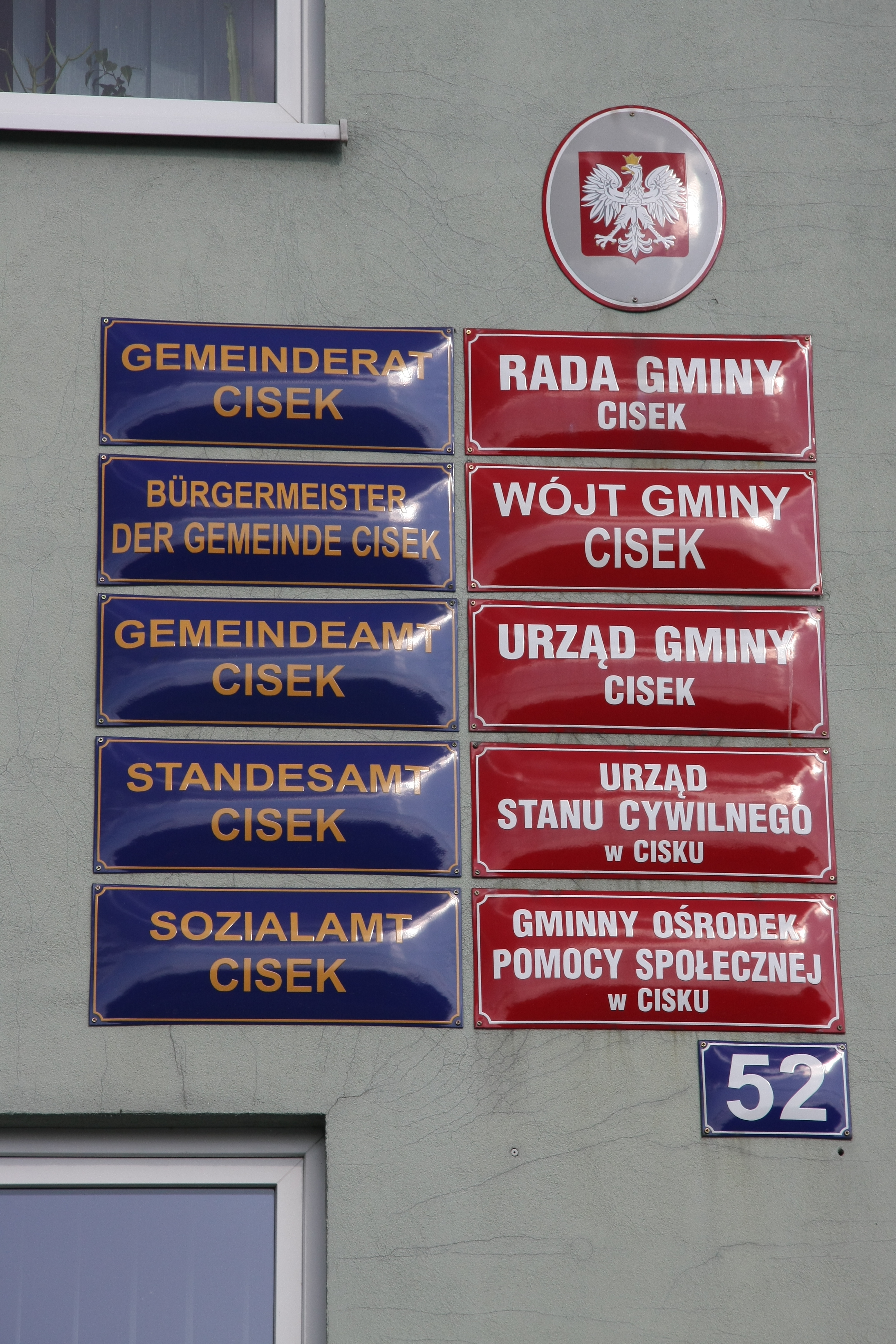
Zweisprachige Beschriftungen am Gemeindesitz

Die Gemeinde hat eine Fläche von 70,89 km², davon sind 89 % Flächen für die Landwirtschaft und 1 % Waldflächen.

## Ortschaften
- Blaseowitz (Błażejowice)
- Czissek (Cisek)
- Dzielnitz (Dzielnica)
- Kobelwitz (Kobylice)
- Landsmierz (Landzmierz)
- Lohnau (Łany)
- Mistitz (Miejsce Odrzańskie)
- Niesnaschin (Nieznaszyn)
- Podlesch (Podlesie)
- Przewos (Przewóz)
- Roschowitzdorf (Roszowice)
- Roschowitzwald (Roszowicki Las)
- Stöblau (Steblów)
- Suckowitz (Sukowice)

## Bevölkerung
Neben der polnischen Bevölkerung gaben bei der Volkszählung 2002 3013 Personen (42,9 %) die deutsche Nationalität (Volkszugehörigkeit) an. Bei der Volkszählung 2011 lag der prozentuale Anteil der Deutschen bei 30,9 % bzw. 1855 Personen.
Bei der Volkszählung von 2002 waren Czissek, Klein Strehlitz und Zembowitz die drei einzigen Gemeinden in Polen, die mehrheitlich von Deutschen bewohnt wurden.
| Nationalität | Anzahl 2002 | Anteil 2002 | Anzahl 2011 | Anteil 2011 | Anzahl 2021 | Anteil 2021 |
| ------------ | ----------- | ----------- | ----------- | ----------- | ----------- | ----------- |
| Deutsch      | 3013        | 42,9 %      | 1855        | 30,9 %      | 1351        | 24,79 %     |
| Polnisch     | 2921        | 41,6 %      |             |             |             |             |
| Schlesisch   | 416         | 5,9 %       |             |             | 1644        | 30,17 %     |
| keine Angabe | 659         | 9,4 %       |             |             |             |             |

## Politik

### Gemeindevorsteher
An der Spitze der Gemeindeverwaltung steht der Gemeindevorsteher. Seit 2008 ist dies Rajmund Frischko von der Deutschen Minderheit. Die turnusmäßige Neuwahl im April 2024 brachte folgendes Ergebnis:
- Rajmund Frischko (Schlesische Kommunalverwaltung) 66,6 % der Stimmen
- Feliks Kecler (Unabhängiges Wahlkomitee für die Gemeinde Cisek) 33,4 % der Stimmen

Damit wurde Amtsinhaber Frischko erneut bereits im ersten Wahlgang wiedergewählt.
Die turnusmäßige Neuwahl im Oktober 2018 brachte folgendes Ergebnis:
- Rajmund Frischko (Wahlkomitee Deutsche Minderheit) 73,3 % der Stimmen
- Elżbieta Sączawa (Unabhängiges Wahlkomitee für die Gemeinde Cisek) 26,7 % der Stimmen

Damit wurde Frischko bereits im ersten Wahlgang wiedergewählt.

### Gemeinderat
Der Gemeinderat besteht aus 15 Mitgliedern und wird direkt in Einpersonenwahlkreisen gewählt. Die Gemeinderatswahl 2024 führte zu folgendem Ergebnis:
- Schlesische Kommunalverwaltung (Deutsche Minderheit) 56,2 % der Stimmen, 9 Sitze
- Unabhängiges Wahlkomitee für die Gemeinde Cisek 42,8 % der Stimmen, 6 Sitze
- Übrige 1,5 % der Stimmen, kein Sitz

Die Gemeinderatswahl 2018 führte zu folgendem Ergebnis:
- Wahlkomitee Deutsche Minderheit 50,1 % der Stimmen, 9 Sitze
- Unabhängiges Wahlkomitee für die Gemeinde Cisek 45,4 % der Stimmen, 5 Sitze
- Wahlkomitee der Aktiven für die Gemeinde Cisek 4,5 % der Stimmen, 1 Sitz

### Partnerschaften
Die Gemeinde Czissek unterhält Partnerschaften mit Breitungen/Werra in Thüringen und Körperich in Rheinland-Pfalz.